# シンフォニシティ
『シンフォニシティ』（原題：Symphonicities）は、イギリスのミュージシャン、スティングが2010年に発表した、ソロ名義では10作目のスタジオ・アルバム。

## 背景
過去に発表した曲をオーケストラ・アレンジで再録音した作品である。タイトルはポリス時代に発表したアルバム『シンクロニシティー』と「シンフォニー」を合わせた造語で、スティングは本作リリース前の6月2日より、オーケストラとの共演による「シンフォニシティ・ツアー」を開始した。
本作発表後、9月21日にロイヤル・フィルハーモニック・コンサート・オーケストラと共に行われたベルリン公演の模様は、後にライブ・アルバムおよび映像作品『ライヴ・イン・ベルリン』として発表された。また、2011年1月の日本ツアーでは東京ニューシティ管弦楽団と共演した。

## 反響・評価
アメリカのBillboard 200では2010年7月31日に初登場6位となり、合計7週トップ200入りして、コンピレーション・アルバムも含めれば自身10作目の全米トップ10アルバムとなった。ポルトガルのアルバム・チャートでは9週連続でトップ30入りし、うち2週にわたって1位を獲得するヒットとなった。
Stephen Thomas Erlewineはオールミュージックにおいて5点満点中3.5点を付け「当然のことながら、最も大きく変わったのはポリス時代の曲で、"Every Little Thing She Does Is Magic"は快活な一方で夢心地でもあるアレンジが施され、"Roxanne"のレゲエのリズムは、気だるく官能的な軽快さに置き換えられている」と評している。また、John GarrattはPopMattersのレビューで10点満点中5点を付け「特にソロ転向後の曲は、交響曲風のフォーマットに向いていたため、こうした作品を今まで作ってこなかったことに驚かされる」「悪い結果には至っていないが、全体的にはあまりにも無難である」と評している。

## 収録曲
全曲ともスティング作。
1. ネクスト・トゥ・ユー - "Next to You" - 2:30
  - 原曲はポリスのアルバム『アウトランドス・ダムール』（1978年）収録。
2. イングリッシュマン・イン・ニューヨーク - "Englishman in New York" - 4:23
  - 原曲はアルバム『ナッシング・ライク・ザ・サン』（1987年）収録。
3. マジック - "Every Little Thing She Does Is Magic" - 4:58
  - 原曲はポリスのアルバム『ゴースト・イン・ザ・マシーン』（1981年）収録。
4. アイ・ハング・マイ・ヘッド - "I Hung My Head" - 5:31
  - 原曲はアルバム『マーキュリー・フォーリング』（1996年）収録。
5. ユー・ウィル・ビー・マイ・エイン・トゥルー・ラヴ - "You Will Be My Ain True Love" - 3:44
  - 原曲は映画『コールド マウンテン』（2003年）のサウンドトラックに提供された。
6. ロクサーヌ - "Roxanne" - 3:37
  - 原曲はポリスのアルバム『アウトランドス・ダムール』（1978年）収録。
7. ホエン・ウィー・ダンス - "When We Dance" - 5:26
  - 原曲はベスト・アルバム『フィールズ・オブ・ゴールド〜ベスト・オブ・スティング1984-1994』（1994年）に初収録された新曲。
8. エンド・オブ・ザ・ゲーム - "The End of the Game" - 6:08
  - 原曲はシングル「ブラン・ニュー・デイ」（1999年）のカップリング曲。
9. 君に夢中 - "I Burn for You" - 4:04
  - 原曲はポリスが映画『ブリムストン&トリークル』（1982年）のサウンドトラックに提供した。
10. 黒い傷あと - "We Work the Black Seam" - 7:18
  - 原曲はアルバム『ブルー・タートルの夢』（1985年）収録。
11. シーズ・トゥ・グッド・フォー・ミー - "She's Too Good for Me" - 3:03
  - 原曲はアルバム『テン・サマナーズ・テイルズ』（1993年）収録。
12. パイレーツ・ブライド - "The Pirate's Bride" - 5:07
  - 原曲はシングル「ブロート・トゥ・マイ・センシズ」（1996年）のカップリング曲。

### 日本盤ボーナス・トラック
アメリカで「ベスト・バイ」を通じて発売された限定盤CD (B0014587-02)には、13.のみ収録された。
1. ストレート・トゥ・マイ・ハート - "Straight to My Heart" - 4:12
  - 原曲はアルバム『ナッシング・ライク・ザ・サン』（1987年）収録。
2. ホワイ・シュッド・アイ・クライ・フォー・ユー - "Why Should I Cry for You?" - 5:49
  - 原曲はアルバム『ソウル・ケージ』（1991年）収録。
3. ホェンエヴァー・アイ・セイ・ユア・ネーム - "Whenever I Say Your Name" - 6:29
  - 原曲はアルバム『セイクレッド・ラヴ』（2003年）収録。

### 日本盤ボーナスDVD
1. "シンフォニシティ"ドキュメンタリー - "Symphonicities - EPK"

## 参加ミュージシャン
トラック・ナンバーは日本盤CDに準拠。
- スティング - ボーカル、ハーモニカ(on #4)、アコースティック・ギター(on #9, #11)
- ジョー・ローリー - ボーカル(on #5, #11, #14, #15)、バッキング・ボーカル(on #1, #2, #3, #4, #6, #7, #8, #9, #12, #13)
- ニューヨーク・チェンバー・コンソート - オーケストラ(on #1, #2, #9, #11, #12)
- ロンドン・プレイヤーズ - オーケストラ(on #3, #6)
- ロイヤル・フィルハーモニック・コンサート・オーケストラ - オーケストラ(on #4, #5, #7, #8, #13, #14, #15)
- ロブ・マテス - 指揮(on #1, #2, #3, #6, #9, #10, #11, #12)、ピアノ(on #1, #2, #3, #6, #12)、アコースティック・ギター(on #3, #6, #11)
- スティーヴン・メルクリオ（英語版） - 指揮(on #4, #5, #7, #8, #13, #14, #15)
- リサ・キム - コンサートマスター(on #1, #2, #9, #11, #12)
- ジャッキー・シェイヴ - コンサートマスター(on #3, #6)
- ジェラルド・グレゴリー - コンサートマスター(on #4, #5, #7, #8, #13, #14, #15)
- ドミニク・ミラー - ギター(on #4, #5, #7, #8, #11, #12, #13, #14, #15)
- デヴィッド・フィンク - アコースティック・ベース(on #1, #2, #3, #6)
- アイラ・コールマン - アコースティック・ベース(on #4, #5, #7, #8, #11, #13, #14, #15)
- デヴィッド・カズン - パーカッション(on #1, #2, #3, #4, #5, #6, #7, #8, #9, #13, #14, #15)
- ジョー・ボナディオ - パーカッション(on #1, #2, #9, #10, #11, #12)
- ベン・ウィットマン - ループ・プログラミング(on #9)
- アーロン・ヘイク - クラリネット・ソロ(on #2)
- アンソニー・プリース - チェロ・ソロ(on #6)
- シェリー・ウッドワース - オーボエ・ソロ(on #12)
- バーバラ・アレン - ハープ(on #12)
- ジェフ・キーヴィット - リード・トランペット(on #10)
- ジム・ハインズ、ジェイムス・デラガーザ、ディラン・シュワブ - トランペット(on #10)
- ラリー・ディベロ、チャド・ヤーボロウ、デヴィッド・ピール、テオ・プライマス - ホルン(on #10)
- バーチ・ジョンソン、ディック・クラーク - トロンボーン(on #10)
- ジェフ・ネルソン - バストロンボーン(on #10)
- マーカス・ロハス - チューバ(on #10)